# Aerotaxi

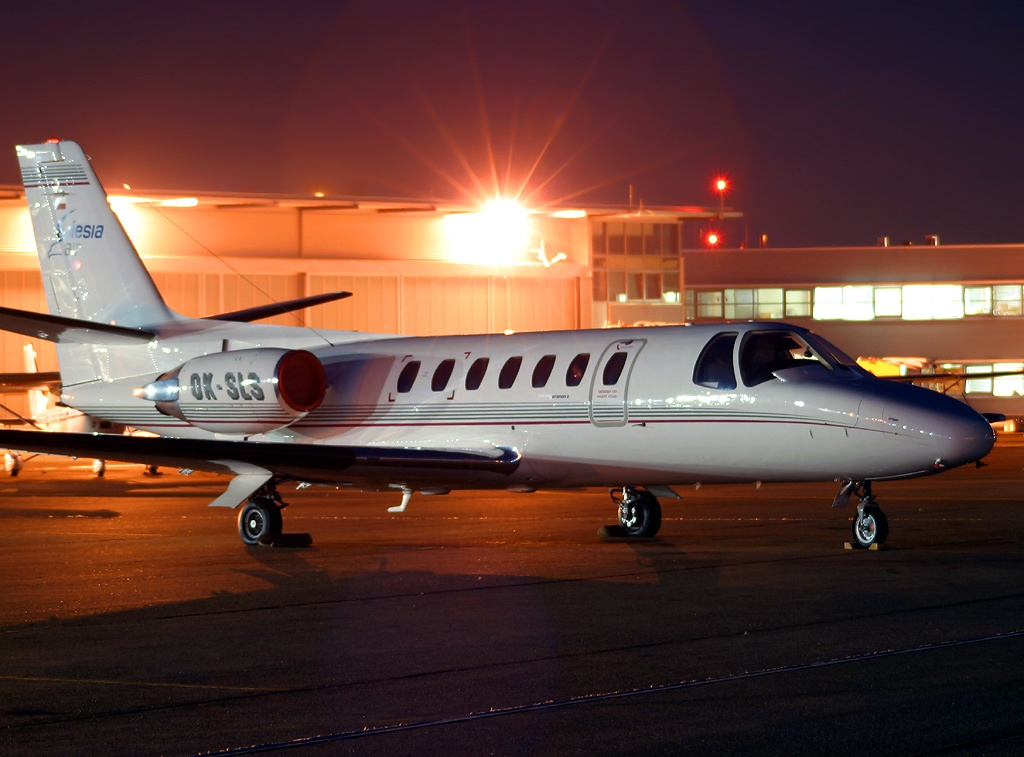
Letoun Cessna 560 Citation V českého provozovatele aerotaxi Silesia Air v roce 2013

Letecké taxi nebo také aerotaxi (anglicky air taxi) je letadlo či služba poskytovaná leteckými společnostmi, pro komerční leteckou individuální přepravu lidí a nákladu. Zákazníci si většinou mohou aerotaxi objednat 24 hodin předem, zároveň si mohou určit vlastní cíl letu. K této přepravě se využívají většinou malá vrtulová letadla či letadla typu business jet.

## Provozovatelé

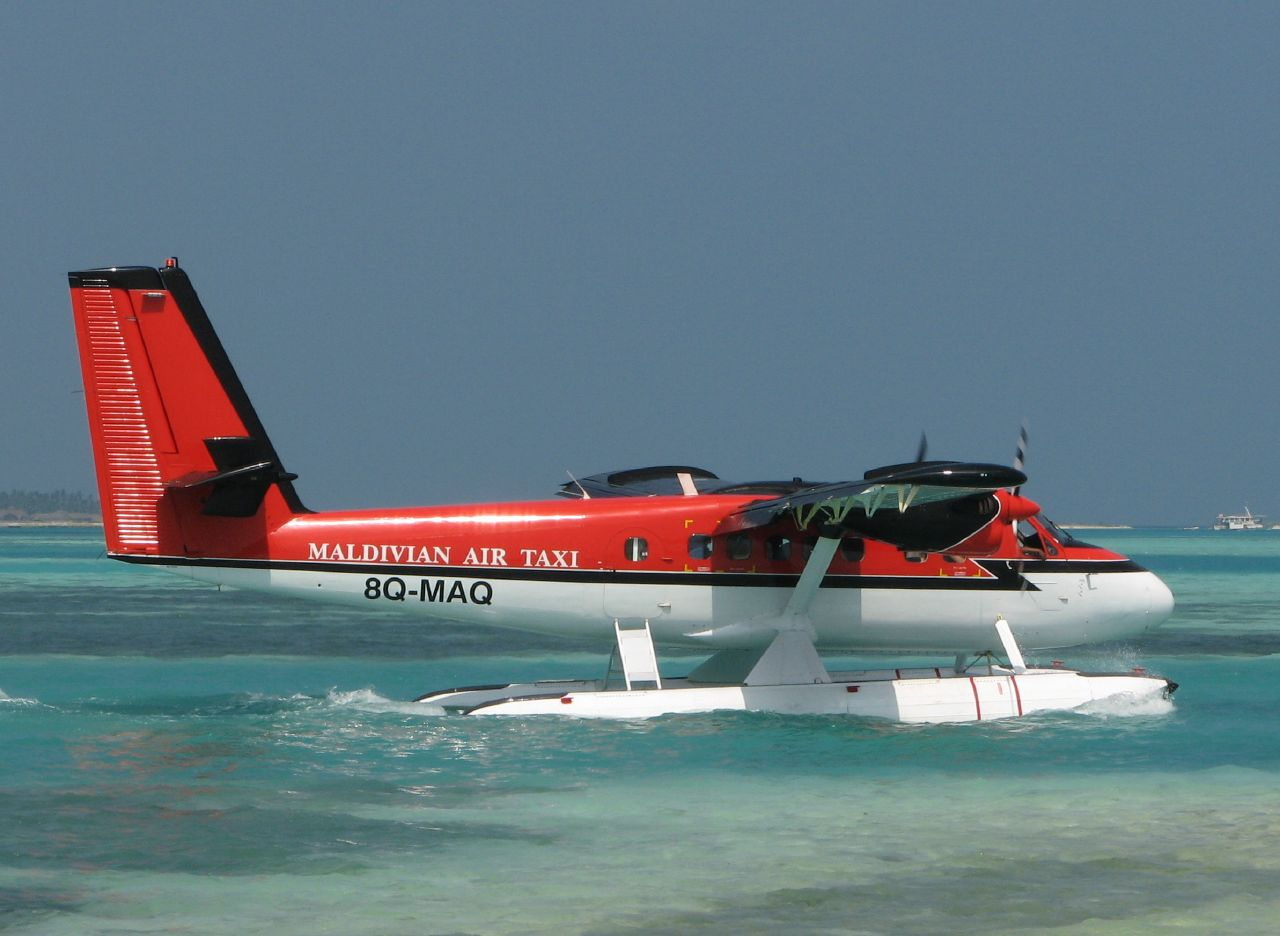
Provozovatel leteckého taxi na Maledivách – Maldivian Air Taxi (plovákové letadlo DHC-6 v roce 2013)

Současní nekompletní provozovatelé individuální přepravy v Česku, Evropě a USA (říjen 2016):

### Česko
- ABS Jets
- Aerotaxi
- Air Bohemia
- Airstream
- CTR Flight Services
- Eclair Aviation
- F-Air
- Grossmann Jet Service
- Silesia Air
- Time Air

### Evropa
- Castle Aviation
- European Coastal Airlines
- ImagineAir
- Linear Air
- Propair
- Airstream Jets

### USA
- BusinessJetSeats
- Earthjet
- ImagineAir
- Jumpjet
- Linear Air
- POGO Jets Inc.
- SATSair
- Virgin Charter